# Osvaldo Rivas
Osvaldo Rivas (Oscar Caprarulo; * 18. Oktober 1936 in Quilmes) ist ein argentinischer Tangosänger.

## Leben
Rivas wurde sechzehnjährig Mitglied des Orchesters Héctor D'Espositos, mit dem er den Tango Fueron tres años aufnahm. Er wechselte dann zu Alberto Coral, mit dem er in den Tanzsälen von Buenos Aires auftrat, und darauf zu Juan Sánchez Gorio, dessen Orchester er zwei Jahre angehörte. Mit dem uruguayischen Bandleader Donato Racciatti nahm er den Tango Si me esperaras a mí und im Duo mit Beatriz del Campo El día que me quieras und Cómo dejar de amarte auf. 
Mit Daniel Lomuto nahm er eine LP mit zehn Titeln auf. Weitere Aufnahmen entstanden mit Carlos Peraltas Las Guitarras Argentinas und 1997 mit Alberto Di Paulo. Er unternahm Tourneen durch Argentinien und Kolumbien, wo er längere Zeit lebte, und mit Donato Racciatti durch Uruguay und Brasilien. Er trat im Teatro Astral und Teatro San Martín und in Tangolokalen wie La Peña del Transportista, El Viejo Almacén, El Rincón de los Artistas, Tango Star, Vos Tango, La Mochila und El Farolito auf. Im Fernsehen war er Gast der Shows Grandes Valores del Tango und Hoy Nace Una Estrella und hatte ein eigenes Programm: Nosotros Los Del Tango. Selbst komponierte er den Tango Y nos quieren separar.